# Ульянищев, Михаил Михайлович
Михаил Михайлович Ульянищев (28 апреля 1894 — 22 августа 1972) — советский ученый в области селекции плодовых культур, основатель Россошанской зональной опытной плодово-ягодной станции, доктор сельскохозяйственных наук. Награжден орденом Ленина (1966), Почетной грамотой Президиума Верховного Совета РСФСР (1964), медалью «За доблестный труд» (1970), большой золотой медалью, малой и большой серебряными медалями ВДНХ СССР.

## Биография
Родился в селе Ольховатка Острогожского уезда Воронежской губернии. В 1912 году он закончил 1-ю Воронежскую гимназию и в том же году поступил на естественное отделение физико-математического факультета Московского университета. В марте 1915 года с третьего курса студент Ульянищев пошел добровольцем в действующую армию. За полтора года пребывания на фронте его наградили двумя Георгиевскими крестами и двумя Георгиевскими медалями. В годы Гражданской Войны служил инженером при штабе 7-й Краснознаменной дивизии. В марте 1921 года стал работать учителем в Россошанской единой трудовой школе 2-й ступени.
С 1922 года на собственном приусадебном участке пытается улучшить распространённые в здешних местах сорта картошки и помидоров и создаёт сельскохозяйственную артель «Речная». От селекции овощных культур переходит к селекции плодовых. Серьезно занимаясь селекционной работой, Михаил Михайлович продолжал работать школьным учителем. В 1930 году он перешел преподавать химию в Россошанский медтехникум, а два года спустя Ульянищев был принят ассистентом на кафедру химии. После ликвидации института в августе 1936 года Ульянищев перешел работать преподавателем химии и заведующим лабораториями в Россошанский птицетехникум. Научный совет НИИ Плодоводства имени Мичурина дал добро на включение трех ульянищевских сортов абрикоса в стандарт южной зоны Воронежской и Курской областей и одного для производственного испытания. Одновременно было решено создать на базе работ россошаского опытника опорный пункт института, возложив научное руководство на Ульянищева. С 1 января 1944 года Россошанский плодово-ягодный опорный пункт был преобразован в областную плодово-ягодную опытную станцию.
В 1947 году селекционер защитил кандидатскую диссертацию по теме: «Селекция абрикосов в средней полосе». В 1964 году М. М. Ульянищеву была присвоена ученая степень доктора сельскохозяйственных наук без защиты диссертации.
М. М. Ульянищевым было выведено более 60 сортов плодовых культур и издано более 70 печатных работ.

## Награды
Орден Ленина (1966)
Почетная грамотой Президиума Верховного Совета РСФСР (1964)
Медаль «В ознаменование 100-летия со дня рождения Владимира Ильича Ленина» (1970)
Большая золотая медаль, малая и большая серебряные медали ВДНХ СССР.

## Память
В честь М. М. Ульянищева названа улица в селе Подгорное Россошанского района Воронежской области.
Мемориальная доска на доме по улице Пролетарской в селе Ольховатка, где родился селекционер.